# کانتون عفرین
منطقه عفرین، یا کانتون عفرین یکی از سه منطقه اصلی کردستان سوریه است.